# Sergio Tesitore
Sergio Tesitore  (10 de febrero de 1967) es un exciclista uruguayo. Se inició en el ciclismo en el Canelones Cycles Club luego de ganar una carrera en el velódromo de Juanicó.

## Sus inicios
Su primera aparición en el ciclismo data de 1982 con sólo 15 años recién cumplidos debuta en la Vuelta Ciclista de la Juventud de esa temporada dando ventajas en edad.
Criado en el medio rural entre chacras y viñedos, se comenzó a trazar un largo camino en el ciclismo uruguayo y fuera de fronteras por casi veinte años.
En la etapa de juveniles ganó la medalla de bronce en los Panamericanos Juveniles de 1985 en Montevideo en la especialidad de persecución indivivual y de 4x70 km junto a Nazario Pedreira, Jesús Barceló y Juan Moschetti.

## Triunfos en la Vuelta de la juventud
José Maneiro , Fernando Britos , el propio Jorge Bravo fueron por entonces jóvenes que se proyectaban como figuras de nuestro ciclismo con menos de 20 años por aquel entonces.
Ganó por dos años consecutivos la Vuelta Ciclista de la Juventud del Uruguay (años 1985 con la malla del Canelones Cycles y 1986 con el Maroñas ).
Teniendo edad para correr en el año 1987 optó por no largar la que podía haber sido su tercera victoria que marcaría un registro casi imposible de batir teniendo edad de juvenil y ganar tres competiciones con límite de edad.
Años después Richard Fatigatti logra empardar su registro ganando dos vueltas juveniles curiosamente otro ciclista del departamento de Canelones.
Pasó a integrar el Club Ciclista Maroñas, cuna de importantes campeones de la mano de Alberto Camilo Velásquez allí tuvo grandes ciclistas de compañeros como el desaparecido Waldemar Correa , el salteño Waldemar Domínguez , Sergio Sartore entre otros ...
Pasó luego a defender al España La Paz, de la mano del recordado “gallego “ Sánchez tuvo el club canario en Tesitore a su referente por años del equipo paceño tanto fue así que en el año 2003 cuando Tesitore decide dejar el ciclismo también desaparece el España–La Paz entre otros compañeros tuvo a Alcides Etcheverry , los hermanos Corujo (Sergio y Gustavo), Oscar Zannini, los prestigiosos ciclistas argentinos Sergio Llamazares y Claudio Iannone.
Pasó al Belo Horizonte (1991) , donde consigue su única carrera de etapa que fue Rutas de América del año 1994 venciendo por centésimas de segundo a su compañero el anteriormente nombrado Sergio Llamazares esa diferencia fue tomada en el tramo a tiempo y le valió la competencia – marcando en la historia del ciclismo uruguayo la diferencia más pequeña en cuanto a pruebas de etapas se refiere.
Nacional, Club Ciclista Maldonado, España-La Paz marcaron el camino de este gran ciclista que mereció mucho más del palmarés que tuvo , indudablemente la presencia de grandes ruteros como José Asconeguy , Federico Moreira , Gustavo Figueredo lo privó de ganar alguna carrera más, lo dijo en un reportaje donde expresó “estoy contento con la carrera deportiva que hice, pero me faltó ganar la Vuelta Ciclista del Uruguay.
Su mejores actuaciones en la Vuelta Ciclista del Uruguay fueron , en el año 1989 cuando se ubicó segundo detrás de Federico Moreira, defendiendo al España La Paz , repitiendo el segundo puesto en 1998, ya en el tramo final de su carrera escoltando al cordobés Jorge Giacinti.
Curiosamente le costaron muchos años llegar a tener la malla Oro en la Vuelta, algo que consiguió a los 34 años en el año 2001 ganando la primera etapa de ese año y manteniéndola por 4 días donde él mismo declaró “en el final de mi carrera puedo decir que me puse la Malla oro tal vez en el peor momento para mantenerla"
También sumó dos lauros fuera de fronteras. Ganó la Vuelta de Argentina de 1989 , Mar y Sierra 1989 y la Vuelta del Mercosur en 1992.

## Selección Uruguaya
Vistió la celeste en varios eventos juegos ODESUR , Panamericanos , Vueltas Internacionales (Chile, Perú, Argentina etc.) corrió en Europa y tuvo una gran actuación en la Prueba de Ruta de los Juegos Olímpicos de Barcelona (1992) logrando llegar en el pelotón principal plagado de estrellas del profesionalismo a nivel mundial , llegó a estar escapado en esa competencia por varios kilómetros.